# Michael Rowe (Journalist)
Michael Rowe (* 9. September 1962 in Ottawa) ist ein kanadischer Autor und Journalist.

## Leben
Rowe schrieb als Journalist Beiträge für Zeitungen und Magazine wie National Post, The Globe and Mail, The United Church Observer, The Huffington Post und The Advocate. Als Schriftsteller verfasste er mehrere Werke. Rowe ist mit Brian McDermid verheiratet. Rowe wohnte in Beirut, Havanna und Paris.

## Werke (Auswahl)
- 1995: Writing Below the Belt: Conversations with Erotic Authors
- 1999: Looking For Brothers
- 2004: Other Men’s Sons
- 2000: Queer Fear
- 2002: Queer Fear 2
- 2011: Enter, Night
- 2013: Wild Fell
- 2017: October

## Auszeichnungen und Preise (Auswahl)
- 2008: Randy Shilts Award für Other Men’s Sons
- Finalist Prix Aurora Awards für Enter, Night
- Nominierung Sunburst Award für Enter, Night